# Јармо Керне
Јармо Керне (фин. Jarmo Kalevi Kärnä, Валтимо 4. август 1958) бивши је фински атлетичар специјалиста за скок удаљ. Најпознатији по бронзаној медаљи на Европском дворанском првенству 1992. године. Његов лични рекорд је 8,16 метара, постигнути у јуну 1989. године у Риги. Тим резултатом изједначио је национални рекорд који је држао Рајнер Стениус а заједно до 2005. када га је оборио Томи Евила у квалификацијама Светског првенства у Хелсинкију.

## Значајнији резултати
| Година | Такмичење                    | Место                         | Пласман | Резултат | Детаљи                                 |
| Финска | Финска                       | Финска                        | Финска  | Финска   | Финска                                 |
| ------ | ---------------------------- | ----------------------------- | ------- | -------- | -------------------------------------- |
| 1983   | Европско првенство у дворани | Будимпешта, Мађарска          | 6.      | 7,73 м   |                                        |
| 1983   | Светско првенство            | Хелсинки, Финска              | 22.     | 7,56 м   |                                        |
| 1987   | Европско првенство у дворани | Лијевен, Француска            | 6.      | 7,95 м   |                                        |
| 1987   | Светско првенство            | Рим, Италија                  | 8.      | 8,06 м   |                                        |
| 1988   | Европско првенство у дворани | Будимпешта, Мађарска          | 6.      | 7,72 м   |                                        |
| 1988   | Олимпијске игре              | Сеул, Јужна Кореја            | 10.     | 7,82 м   |                                        |
| 1989   | Европско првенство у дворани | Хаг, Холандија                | 6.      | 7,94 м   |                                        |
| 1989   | Светско првенство у дворани  | Будимпешта, Мађарска          | 6.      | 7,78 м   |                                        |
| 1990   | Европско првенство у дворани | Глазгов, Уједињено Краљевство | 6.      | 7,83 м   |                                        |
| 1990   | Европско првенство           | Сплит, СФР Југославија        | 5.      | 7,95 м   | Архивирано на веб-сајту (5. март 2016) |
| 1991   | Светско првенство            | Токио, Јапан                  | 22.     | 7,79 м   |                                        |
| 1992   | Европско првенство у дворани | Гент, Белгија                 |         | 7,96 м   |                                        |

## Лични рекорди
| Дисциплина | Дисциплина   | Резултат | Место          | Датум             |
| ---------- | ------------ | -------- | -------------- | ----------------- |
| Скок удаљ  | На отвореном | 8,16 м   | Рига, СССР     | 4. јул 1989.      |
| Скок удаљ  | У дворани    | 8,08 м   | Солна, Шведска | 12. фебруар 1989. |